# Cangdi
Cangdi, l'empereur bleu-vert, est l'une des cinq manifestations de Shang Di. Il est associé au printemps. Il est vénéré comme le dieu de la fertilité. Le Dragon bleu-vert (青龙, Qīnglóng) est à la fois sa forme animale et sa constellation. Il est Tàihào 太昊 (Fu Xi). Son épouse est la déesse de la fertilité Bixia. Sa planète est Jupiter.

## Aperçu
Le livre confucéen, les rites des Zhou, traite du concept du soi-disant « Wufang Shangdi ». Les archives du grand historien font référence aux éléments suivants : Cangdi (ou Qingdi), Huángdì, Bei Di, Chidi et Baidi.

## Empereur Dongyue
Cangdi est connu sous le nom de Dongyue Dadi ou la « Grande divinité du pic oriental ». Le pic oriental est le Mont Tai, une montagne sacrée,. Il est vénéré à la fois dans le taoïsme et le bouddhisme chinois avec ce nom. Il y a longtemps, les gens croyaient que le mont Tai était un lieu où les esprits des morts se rassemblaient. Ils pensaient que le dieu du mont Tai était le plus puissant des dieux des enfers et qu'il contrôlait la vie et le statut des gens sur Terre. Dans le taoïsme, on dit que Dōngyuèdàdì est le petit-fils de l'Empereur de jade.
Pendant la dynastie Han, la cérémonie Feng Shan a eu lieu sur le mont Tai. C'était une cérémonie très importante, et l'empereur devait la terminer pour montrer qu'il avait le mandat du ciel. La cérémonie débuta en 219 av. J.-C., sous le règne de Qin Shi Huang, qui fut le premier empereur de Chine.
Le rôle de l'empereur Dongyue s'est accru. Il est devenu plus qu'un dieu de la région. Il est devenu un dieu de la vie et de la mort en général. À Taïwan, les gens pratiquent un rituel appelé « la prise de la ville » (打城) pour honorer l'empereur Dongyue, ce qui montre comment son rôle a évolué au fil du temps.